# Puerto Caicedo
Puerto Caicedo – miasto w Kolumbii, w departamencie Putumayo.